# Base aérienne 278 Ambérieu-en-Bugey
La Base aérienne 278 Ambérieu-en-Bugey « Colonel Albert Chambonnet » est une base aérienne de l'armée de l'Air et de l’Espace, située à 3 kilomètres au nord-nord-ouest d'Ambérieu-en-Bugey, dans le département de l'Ain, dans l'est de la France. Depuis 1982, elle porte le nom du Colonel Albert Chambonnet.
La base aérienne d'Ambérieu-en-Bugey est principalement un centre d'approvisionnement. Celle-ci assure diverses prestations pour l’Armée de l’Air et de l’Espace, comme la réparation et l’entretien d'équipements électroniques de bord d'avions, matériels de détection, de télécommunications au sol, d'aide à la navigation ainsi que la fabrication d'équipements simples. Elle assure aussi l'étalonnage et la réparation de tous les dispositifs de mesure de la force aérienne ainsi que la fabrication et la réparation d'équipements de sécurité, de sauvetage et de survie des pilotes.

## Histoire

### 1909-1914: le rôle prépondérant de Louis Mouthier dans l'implantation de l'aéronautique à Ambérieu-en-Bugey

#### 1910: les débuts de Louis Mouthier, pionnier de l'aéronautique bressan
Le communal de Bellièvre est le site où se trouve aujourd'hui la Base Aérienne 278, il s'agit à l'origine d'une grande plaine d'environ 300 hectares ouverte aux paysans locaux pour y faire paitre les bêtes. Le terrain est souvent loué pour des entraînements du 23e Régiment d'Infanterie ainsi que du 133e Régiment d'Infanterie, à cette époque respectivement stationnés à Bourg-en-Bresse et à Belley. La topographie de cette zone est idéale pour mener des expériences d'aviation, comme l'explique Louis Mouthier, personnalité sportive locale, lorsqu'il demande à la municipalité d'Ambérieu-en-Bugey l'autorisation d'utiliser le terrain de Bellièvre pour pratiquer ses activités aériennes.

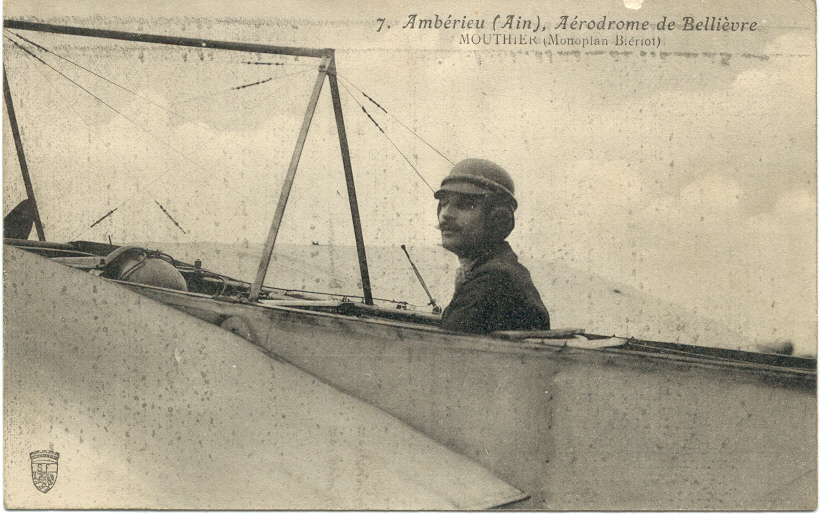
Louis Mouthier aux commandes d'un monoplan Blériot, sûrement le modèle XI. Cette photo a sans doute été prise entre 1910 et 1914

Louis Mouthier, cycliste bressan de renommée, après être monté à bord d'un Blériot XI, décide de faire l’acquisition de l'un de ces appareils quelques mois après que Louis Blériot ait traversé la Manche. Habitant alors Ambérieu, il effectue son premier essai le 16 avril 1910 au terrain de Bellièvre. Maîtriser le pilotage d'un tel appareil étant difficile, Mouthier se cantonne à des manœuvres au sol. Il décolle le 21 avril, après 5 jours d'apprentissage en autodidacte, préfigurant une fructueuse carrière en tant que pilote.
Quelques mois plus tard, estimant avoir acquis suffisamment d'expérience avec son appareil, Mouthier affronte l'examen en vue de l'obtention du brevet de pilotage. Après une première tentative infructueuse le 18 juillet (son moteur a lâché avant la fin de l'épreuve), le Bressan obtient le précieux diplôme quelques jours plus tard, le 24 juillet. Mouthier, bien que manquant d'expérience et ayant beaucoup à apprendre dans la maîtrise de son appareil,s'expose à la foule de curieux avide de figures aériennes lors de meetings aériens organisés à Ambérieu-en-Bugey.

#### 1911: les premiers meetings, l'aéronautique déplace les foules à Ambérieu-en-Bugey
L’engouement pour l’aéronautique qui touche la population au début de ce siècle est particulièrement fort, qu'il s'agisse des sportifs accomplis ou d'amateurs de spectacles sortant de l'ordinaire : l'aéronautique est une activité nouvelle suscitant de vives passions. Ainsi est organisé le 29 mai 1910 le premier meeting aérien de l'histoire d'Ambérieu-en-Bugey, peu après qu’ait été fondée la Société Sportive d’Ambérieu-Aviation, dont fait alors partie Louis Mouthier.

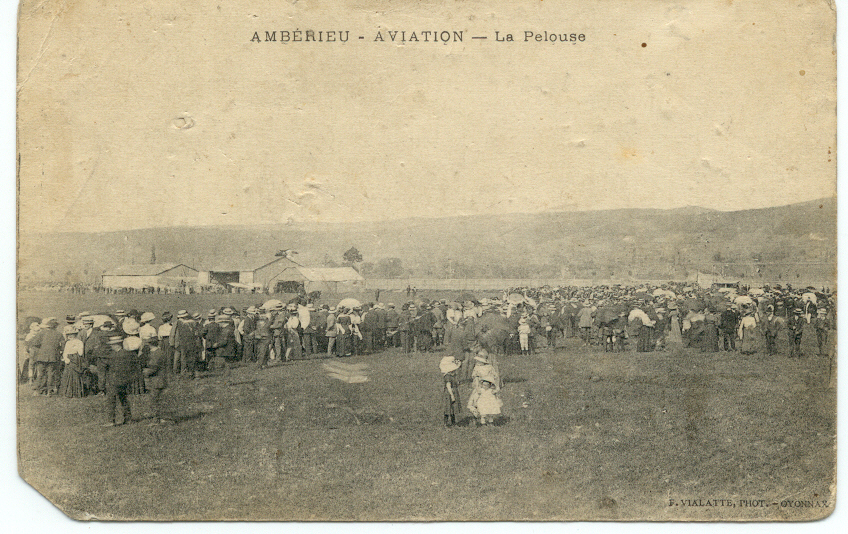
Meeting aérien sur le communal de Bellièvre à Ambérieu-en-Bugey, entre 1910 et 1912.

Cette fête d'inauguration est décrite par la presse locale comme un important succès pour les organisateurs, qui évoque la présence d'environ 10 000 spectateurs. Bien que ce chiffre soit incertain, il peut être affirmé avec certitude que la partie de l'aérodrome réservée aux spectateurs est noire de monde.
Si la foule est au rendez-vous, les performances des pilotes sont jugées par celle-ci plutôt décevantes. Les appareils de cette époque sont vulnérables au vent, même faible. Cet inconvénient additionné au manque d'expérience des aviateurs restreint leurs actions durant le meeting. Ainsi lors de cette journée, appareils comme aviateurs restent immobilisés au sol de longues heures, lassant une partie de la foule, malgré les intermèdes donnés pour la faire patienter.
Cinq pilotes sont présents ce 29 mai 1910 : messieurs Mignot, Harding, Eparvier, Sclave, accompagnés de Louis Mouthier. Si les deux premiers parviennent à s'envoler et à effectuer quelques figures appréciées par la foule, Mouthier, manquant alors d'expérience (il obtiendra son brevet de pilote 2 mois plus tard) se contente de rouler au sol, tandis que l'appareil d'Eparvier, en panne, ne peut décoller.
Bien implantée à Ambérieu, l'aéronautique se développe à l'initiative de Louis Mouthier. Son essor se fait par l'ouverture d'une école de pilotage.

#### L'École bressane d'aviation
Fort de l’expérience acquise depuis l’obtention de son brevet, Louis Mouthier fonde l’École bressane d’aviation le 5 février 1911. L’établissement est alors seulement doté du Blériot XI personnel de son directeur. La jeune école s'équipe d’un deuxième appareil, et bien que les élèves soient peu nombreux du fait du coût élevé de l’enseignement, nombre d’entre eux entreront dans l’histoire de l’aéronautique aux côtés d'autres pionniers français, ou suisses. En effet la proximité de la région avec la Suisse (50 kilomètres à vol d'oiseau séparent Ambérieu de la frontière) rendent cette région attractive pour les aviateurs suisses.
Citons ainsi Joseph Thoret, Clément Bonnard, Marius Lacrouze, François Durafour ou encore René Vidart, tous sont passés par l'École bressane d'aviation et ont suivi les enseignements de Mouthier (bien que certains, à l'instar de Vidart, possédaient déjà un élogieux palmarès sportif dans l'aéronautique).

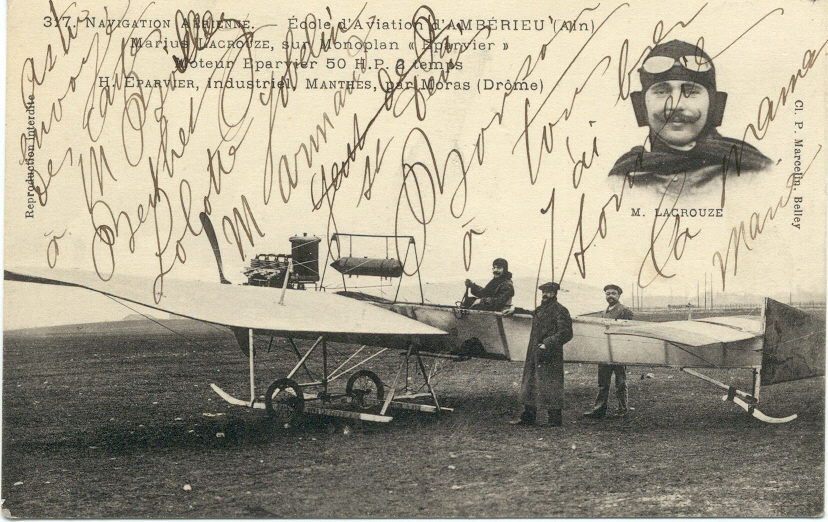
Marius Lacrouze installé à bord d'un monoplan Éparvier sur le terrain d'aviation d'Ambérieu, au début des années 1910.
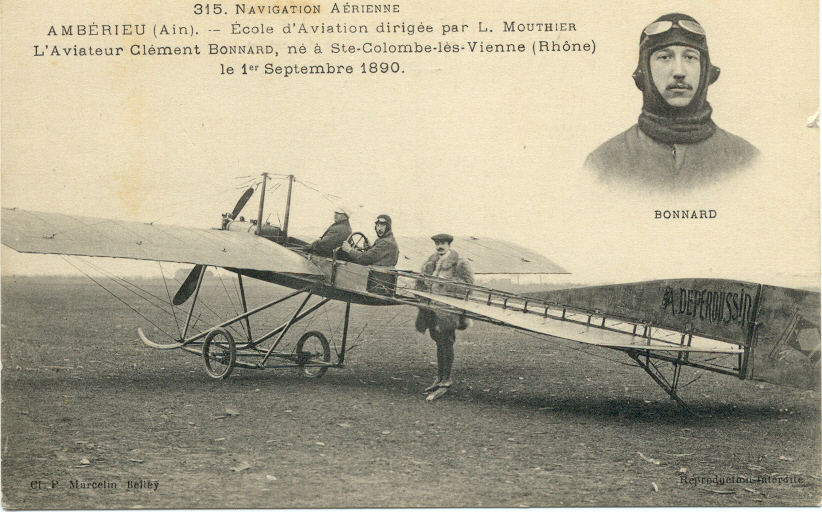
Clément Bonnard aux commandes d'un monoplan Déperdussin Type B, accompagnant un passager, Louis Mouthier se tenant à ses côtés.
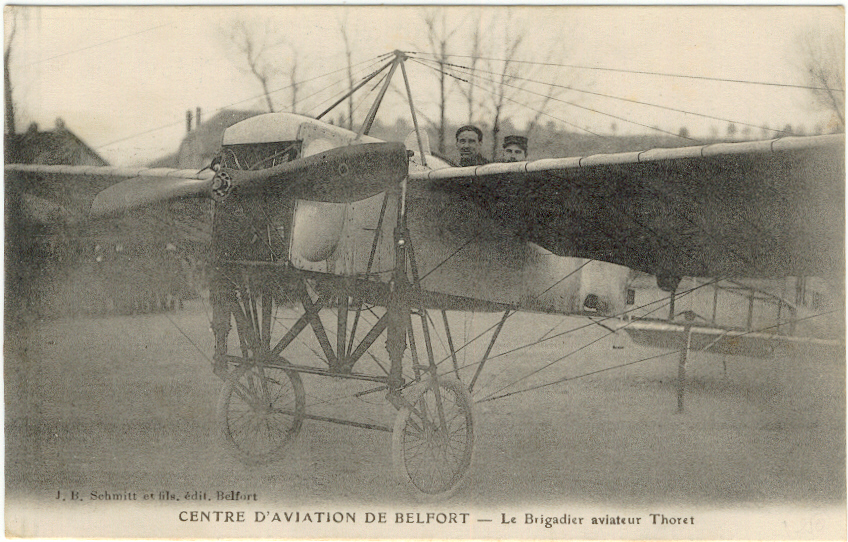
Photographie de Joseph Thoret pilotant au centre d'aviation de Belfort.
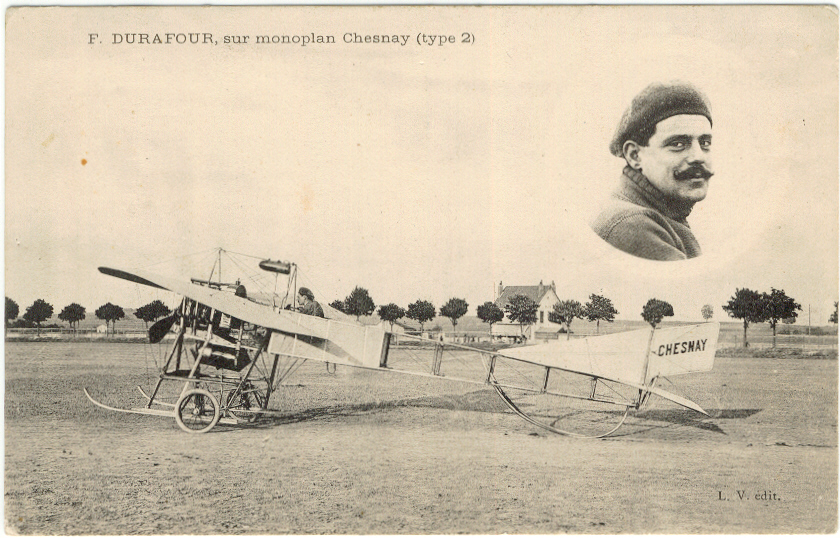
Photographie de François Durafour aux commandes d'un monoplan Chesnay.

L'École bressane d'aviation vit au-dessus de ses moyens et rencontre des difficultés financières. Il devient vital de trouver un partenaire afin de les pallier. Le 5 février 1912, diverses associations sportives de la région fusionnent : la Société sportive d’Ambérieu-Aviation s’associe avec l’École bressane d’aviation ainsi que la Société aérienne de Lyon-Bron, pour devenir la Société de navigation aérienne de Lyon-Ambérieu, permettant à ces écoles de mettre en commun leurs ressources, qu’il s’agisse des pilotes, appareils ou moyens financiers. Parmi les actionnaires de cette nouvelle structure se trouve Armand Déperdussin, importante figure de l'industrie aéronautique française au début de ce siècle, fondateur de la société SPAD, réputée auprès des connaisseurs pour avoir conçu les appareils SPAD S.VII et SPAD S.XIII.

#### Le terrain d'aviation d'Ambérieu-en-Bugey, lieu d'expérimentation et d'innovation technique dans l'aéronautique: l'histoire des frères Salvez
La région d’Ambérieu se démarque par la qualité de son enseignement en matière de pilotage, ainsi que pour son savoir-faire dans la fabrication d’avions : la Société de Production des Aéroplanes Déperdussin, déjà citée, en plus de posséder l'école d'aviation locale, dispose d'un atelier de fabrication duquel sont sortis six appareils en deux années.
À Ambérieu, M. Berthaud, fortement intéressé par l'aéronautique, confie la mise au point d'appareils à deux frères d’origine polonaise, Pierre et Gabriel Wroblewski, respectivement ingénieur et pilote, qui se font appeler Salvez. Les deux frères se lancent ensemble dans la conception d'aéroplanes sur le terrain d'aviation d'Ambérieu-en-Bugey. Leur première réalisation est un monoplan nommé "Berthau W", équipé d'un moteur de 70 chevaux. Leur second prototype, équipé d'un moteur Gnôme manquant de puissance, est abandonné au profit d'un autre appareil. Il s'agit d'un monoplan biplace équipé d'un moteur Dansette-Giclet de 150 chevaux de conception belge, mais la particularité de l'appareil réside dans sa structure :il s'agit du premier appareil au monde constitué de tubes métalliques, innovation majeure dans la mesure où l'ossature des avions de cette époque est en bois (caractéristique à ne pas confondre avec le Junker J 1, mis en point en 1915, qui possède aussi bien une structure qu'un revêtement métallique, alors que le prototype des frères Salvez est entoilé).

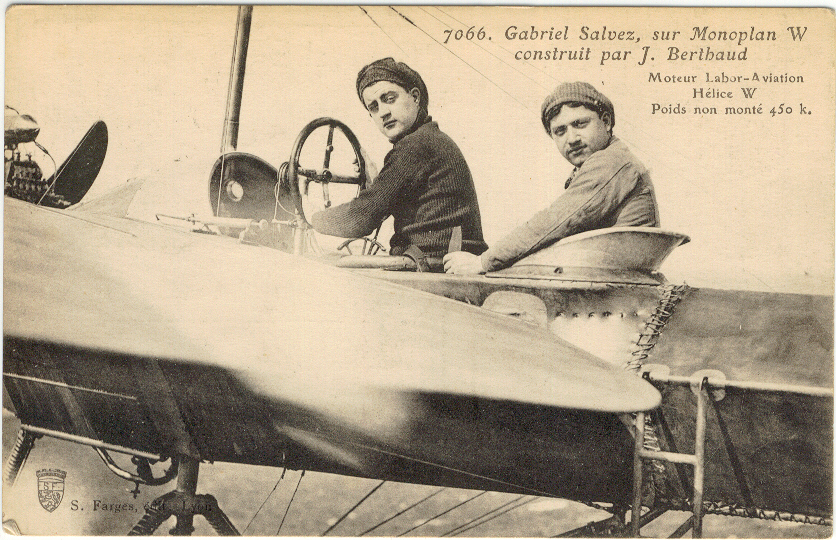
Gabriel (aux commandes) et Pierre (en tant que passager) Salvez à bord d'un appareil conçu par leurs soins

Le travail de conception des frères Salvez atteint son apogée peu avant le début du premier conflit mondial. Pierre et Gabriel travaillent à un nouveau modèle baptisé "Berthaud W-4" qu'ils comptent présenter au ministère de la Guerre. Outre les innovations reprises de leurs précédents appareils, celui-ci présente plusieurs particularités suscitant l'intérêt de l'armée : en plus d'être partiellement blindé, le passager est doté d'une mitrailleuse, faisant de cet appareil l'un des premiers avions au monde à être armé.
Les frères Salvez s'illustrent ainsi dans l'ingénierie aéronautique ; l'Histoire retient d'eux un épisode particulier, survenu au cours de l’été 1912. À cette époque, une fois leurs corvées terminées, les enfants des villages alentour passent leurs après-midi à admirer les élèves pilotes s’exercer au terrain d’Ambérieu. L’un d’entre eux a l’habitude de passer ses vacances d’été non loin de là, dans le château de Saint-Maurice-de-Rémens et prend sa bicyclette dès que l’occasion le lui permet, pour se rendre à Ambérieu, se joindre aux enfants regardant les figures aériennes. L’envie de s’élever vers les cieux dans l'une de ces intrigantes machines grandit chaque fois qu’il se rend sur le champ d’aviation, bien que sa mère s'y oppose formellement. Un jour, l’enfant obtient l’autorisation maternelle[réf. nécessaire] et embarque avec Gabriel Salvez, qui effectue deux tours de terrain avant de se poser. Antoine de Saint-Exupéry, auteur du Petit Prince et célèbre aviateur vient de vivre son baptême de l'air.
L’époque faste de l’école d’aviation d’Ambérieu se termine de façon tragique : le 3 mars 1914, les frères Salvez meurent dans un accident du prototype du W-4, qu'ils pilotaient en démonstration pour une commission militaire. Bien que les causes de l’accident ne fassent aucun doute à l'époque (une aile s'est rompue en plein vol, mettant l'aéroplane en perdition), une théorie voudrait que l’appareil ait été l’objet d’un sabotage. Un jeune étudiant allemand logeait en effet à l’époque chez la mère des frères Salvez et a mystérieusement disparu quelques jours avant la déclaration de guerre avec l’Allemagne. Les autorités allemandes avaient connaissance des travaux des frères Salvez, ceux-ci étant présents au salon de l'aviation de 1911. En plus de la disparition des frères Salvez, tous les actifs Déperdussin sont saisis après que M. Déperdussin ait été condamné pour escroquerie, tandis que la présence de Louis Mouthier à Ambérieu se fait de plus en plus rare. Ainsi Ambérieu-Aviation cesse presque toute activité en ce début d’année 1914.

### La Première Guerre mondiale

#### 1912: fondation de l'École d'aviation militaire d'Ambérieu

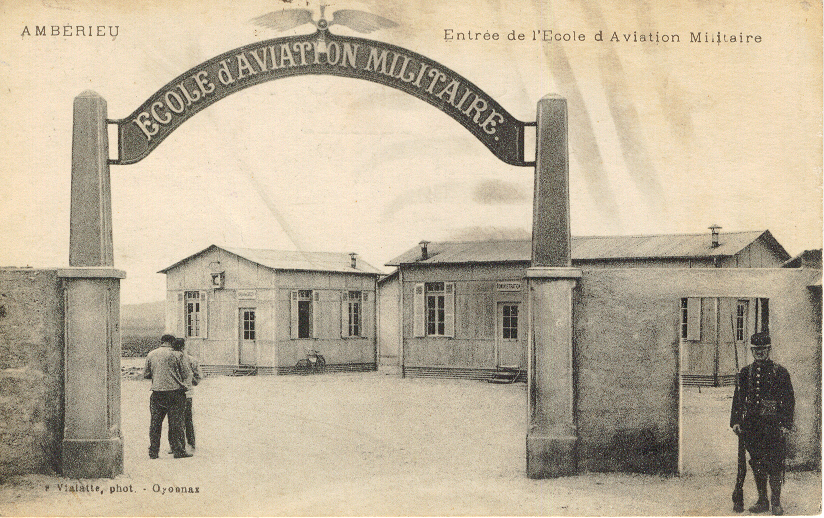
Portail de l'école d'aviation militaire d'Ambérieu-en-Bugey. L'hélice dominant le portail est aujourd'hui conservée au musée de la Base Aérienne 278.

Le 19 janvier 1912 (une vingtaine de jours avant la fusion des établissements de Mouthier et de Déperdussin) un arrêté ministériel désigne l'école d'aviation d'Ambérieu comme école militaire du fait de la qualité reconnue des enseignements de Louis Mouthier. La prudente pédagogie du Bressan se traduit par le faible nombre d’accidents graves, nombreux étant les pilotes qui se tuent aux commandes de leurs appareils à cette époque (trente-deux aviateurs morts en 1910 dans le monde).
Les 27, 28 et 29 avril 1912, l’inauguration des écoles civiles et militaires d’aviation d’Ambérieu est célébrée. À cette occasion, un grand meeting aérien est organisé au terrain d’aviation de Bellièvre. Présidé par les notables politiques locaux (dont Adolphe Messimy, député de Trévoux et ancien ministre de la guerre de juin 1911 à janvier 1912), cet événement rencontre un vif succès : les sources évoquent une centaine de voitures stationnées à l’intérieur et autour de l’aérodrome. Malgré le mauvais temps, une “foule immense” s’est pressée pour venir admirer les voltiges aériennes des pilotes locaux : Vidart, Legagneux, Mouthier et Lacrouze enchaînent les démonstrations à bord de leurs appareils.
Bien que le but initial de ces meetings aériens soit d’impressionner les foules par les prouesses des aviateurs, le revanchisme causé par la défaite de la guerre de 1870 est particulièrement vif dans les esprits. Ainsi les autorités politiques profitent de ces rassemblements populaires pour exalter la ferveur patriotique des spectateurs par le biais de discours et de chants évoquant la rivalité avec l’Empire allemand et la perte de l’Alsace-Lorraine.

#### 1915: la formation "en série" des pilotes

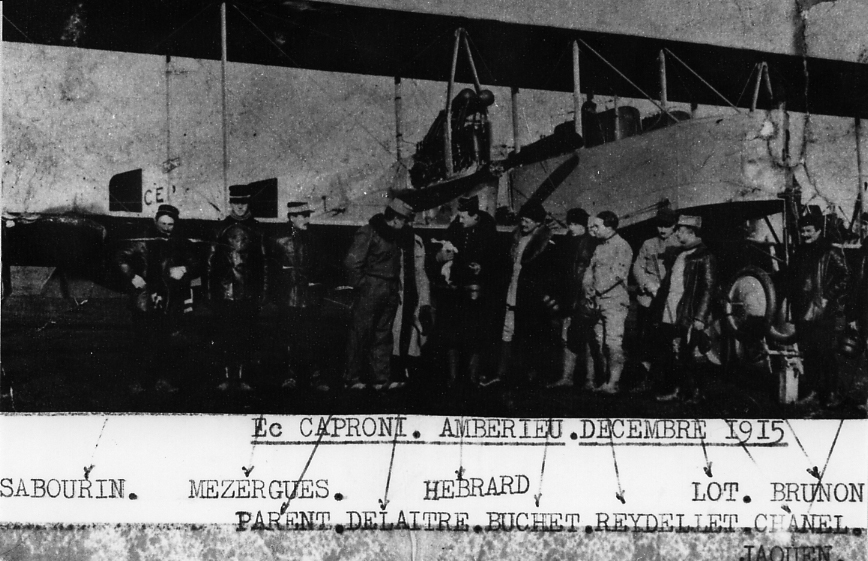
Bombardier Caproni Ca.30 sur la base aérienne d'Ambérieu pendant la Première Guerre mondiale, entouré de pilotes de l'école d'aviation militaire.

L’arme aérienne est peu valorisée, avec 321 aviateurs militaires brevetés. La guerre s’enlisant, et du fait du potentiel militaire indubitable de l’aéronautique, les écoles de pilotage sont de nouveau ouvertes au mois de juin 1915. Le 12 octobre, le centre d’aviation d’Ambérieu est actif sous le nom d’École Voisin, étant alors dotée d’appareils éponymes. La guerre aérienne amenant avec elle lot son d’innovations, les avions connaissent une rapide progression. D’autres aéronefs rejoignent le parc aérien de l’école : Caudron G.3 et Caproni, Breguet, SPAD ou encore Morane-Saulnier. Le Haut Commandement se montre de plus en plus demandeur d’appareils et d’hommes au fur et à mesure que le conflit avance. La Première Guerre mondiale est le baptême du feu de l’arme aérienne, laquelle s’illustre lors d’opérations de reconnaissance, de chasse ou encore de bombardement.

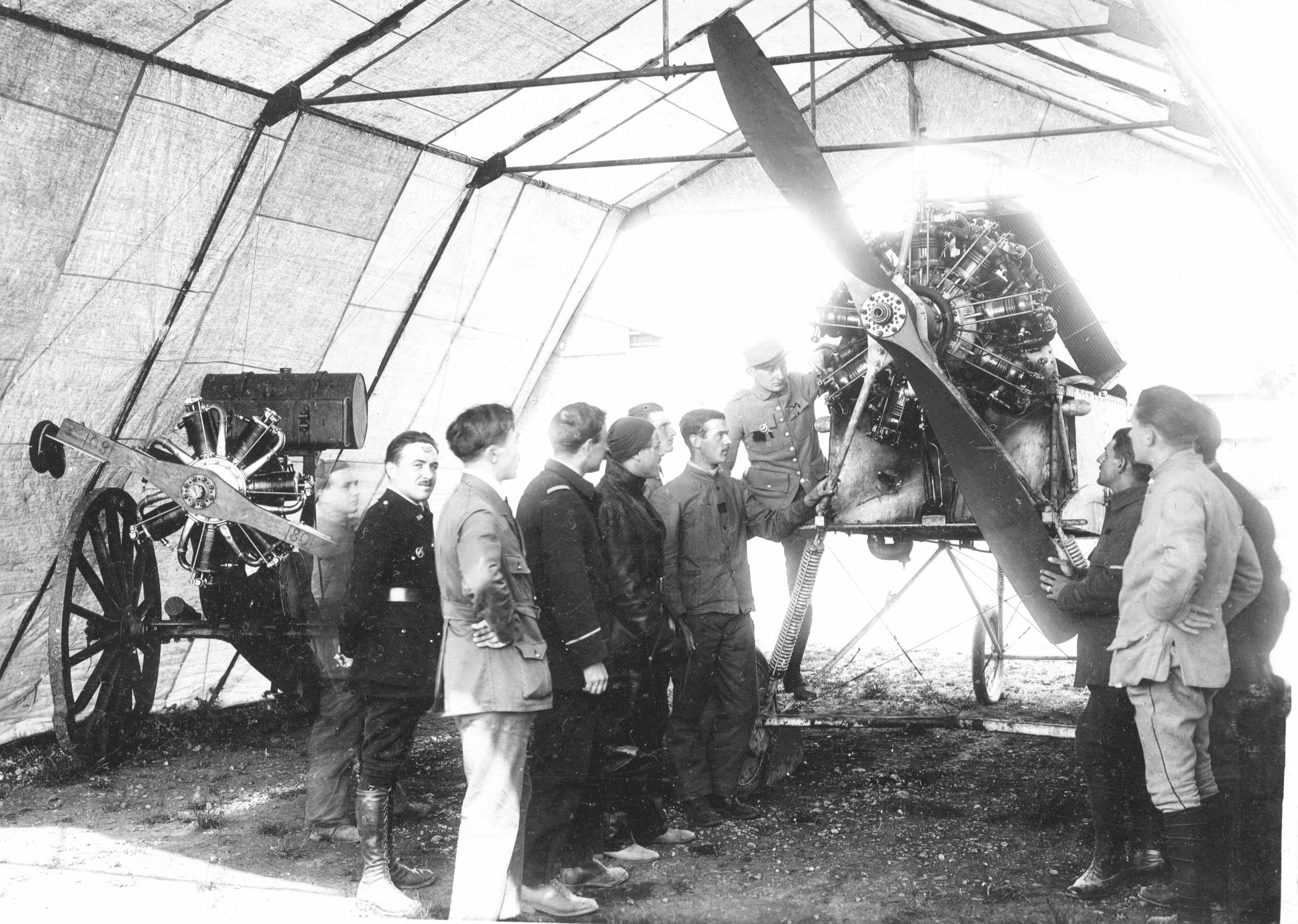
Instruction théorique de mécanique des futurs aviateurs.
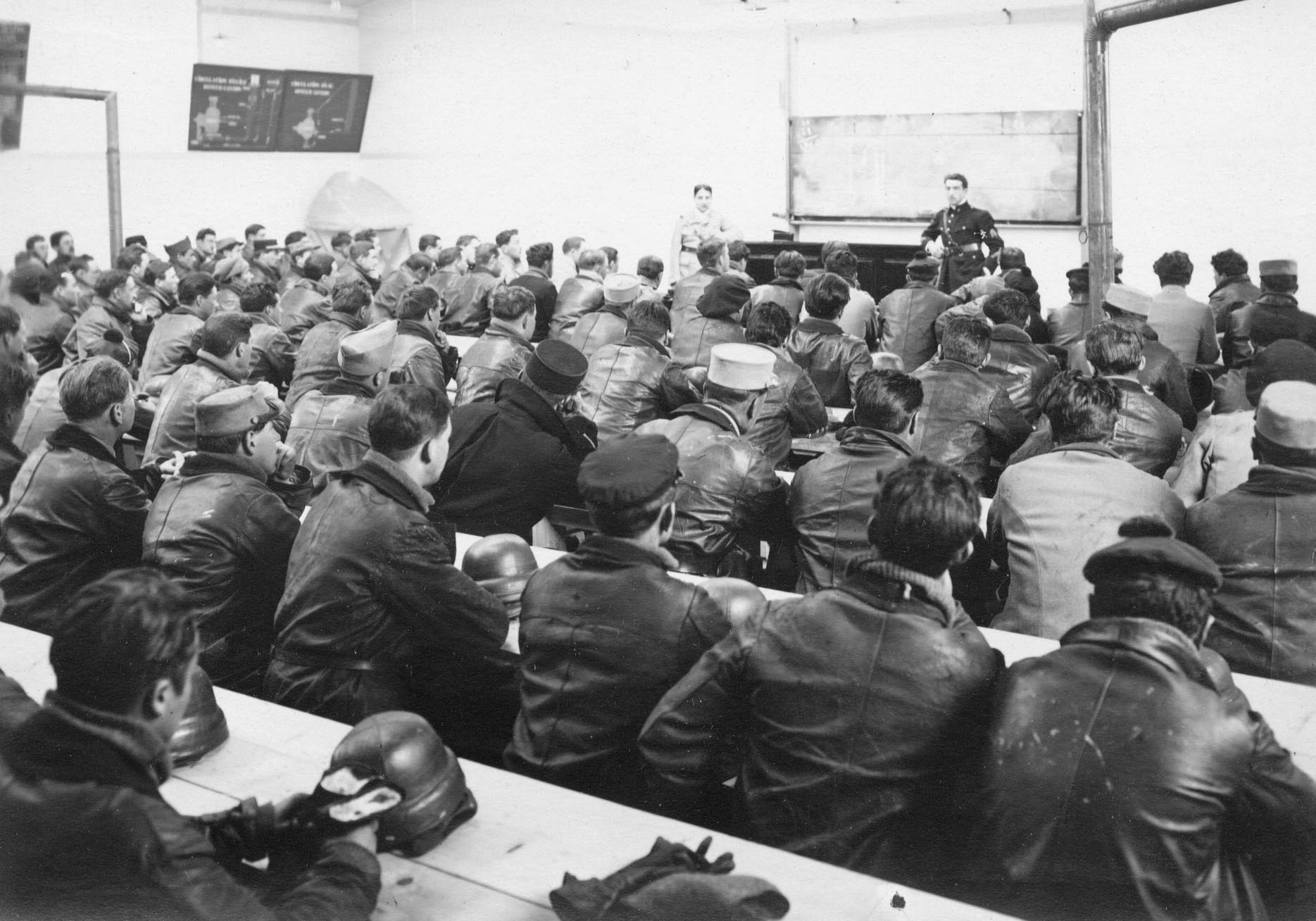
Salle de conférence de l'école d'aviation.
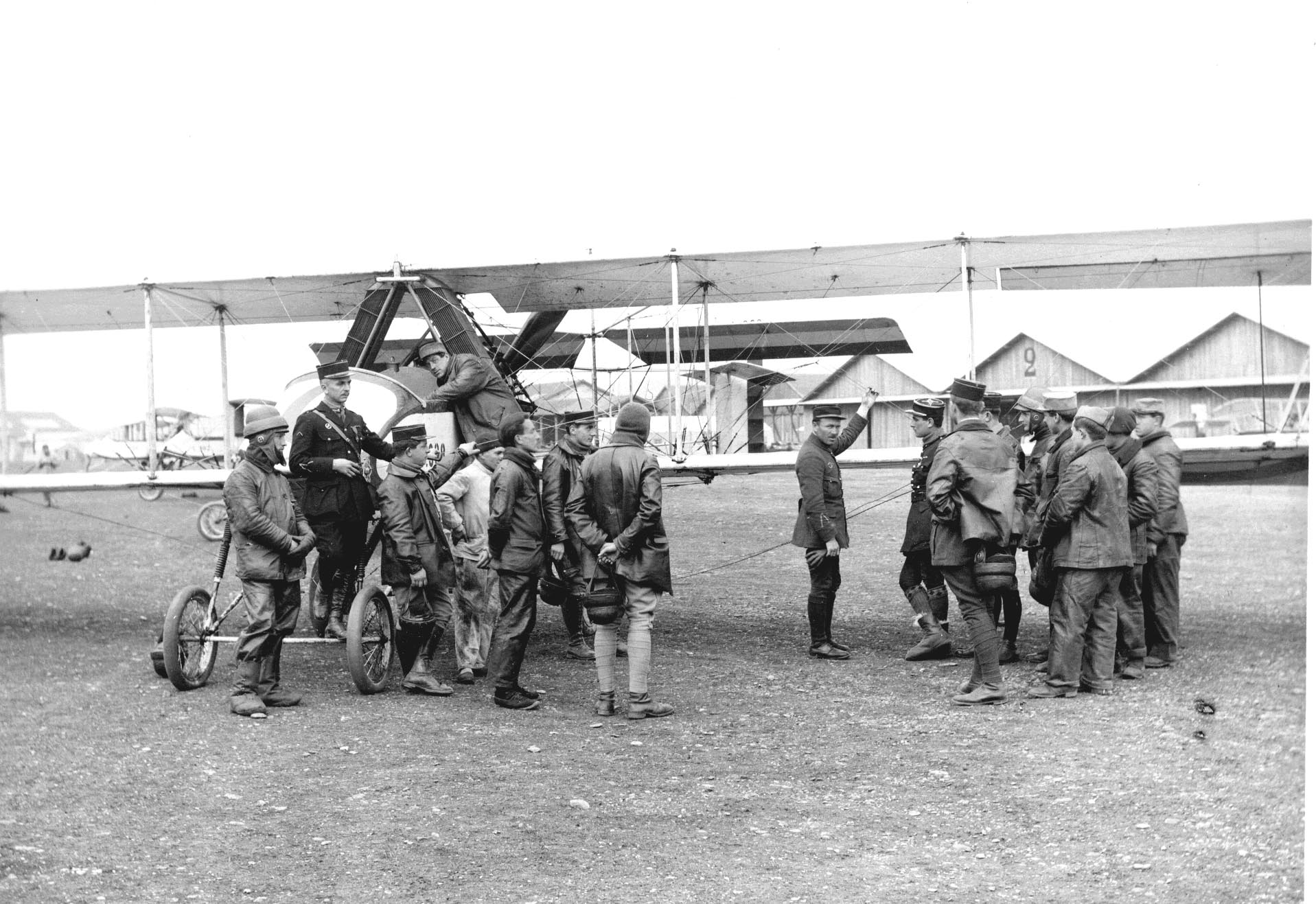
Cours d'instruction théorique par un moniteur sur un biplan Voisin III.

C’est lors de ce conflit qu’apparaît la notion d’As. La France figure parmi les nations en tête des victoires aériennes, malgré la rigueur des conditions de reconnaissance d’une victoire aérienne. Ainsi, le nombre d’appareils militaires en service passe de 158 en 1914 à 3608 au moment de l’armistice.

#### 1918: bilan de l'école militaire d'aviation d'Ambérieu-en-Bugey à la fin de la guerre
À Ambérieu, le nombre de pilotes brevetés est de 37 en 1915, de 295 en 1916, de 767 en 1917, puis de 1229 en 1918, soit un total de 2328 pilotes formés en trois années. Une telle cadence nécessite un grand nombre d’appareils, entretenus par un personnel nombreux : au mois d’octobre 1918, l’École Voisin compte 152 appareils en ordre de marche pour 33 en réparation, tandis que le personnel est composé de 27 officiers, 1 054 hommes de troupes et 600 civils, soit le double du personnel de la base contemporaine (qui compte environ 800 personnes, civils comme militaires, en mars 2023), faisant de l’endroit un village.

### L'Entre-deux-guerres, période creuse de l'histoire du terrain d'aviation d'Ambérieu-en-Bugey

#### 1919-1928: le site d'Ambérieu à l'abandon
La fin de la guerre sonne en même temps la fin de ce « village. » Le personnel civil et militaire étant démobilisé, l’École Voisin cesse ses activités, mettant le terrain d’aviation d’Ambérieu en sommeil. Pendant 10 ans il n'est plus exploité ; les appareils à l’abandon pourrissent sur place, en particulier une cinquantaine de bombardiers Caproni (les avions de l’époque, en bois et en toile, sont vulnérables aux intempéries).
Pendant cette décennie, la seule activité du site est administrative. Ainsi le 28 mai 1921, l'accès du terrain est interdit par arrêté préfectoral à toute personne étrangère au service ainsi qu'aux animaux, même ceux en liberté. Le but de cette mesure est de faire cesser les excursions des enfants des environs qui jouent au milieu des carcasses de bombardiers Caproni (mesure rendue peu applicable :  le champ d'aviation, longé par une route à l'Ouest, ouvert aux quatre vents, est régulièrement visité par les bêtes des paysans locaux venues paître.
Le 11 août 1920, le conseil municipal d'Ambérieu-en-Bugey cède le terrain d'aviation : la partie nord accueillant les infrastructures d'aviation reviennent à l'État à raison de 3 000 francs l'hectare, tandis que la partie sud revient aux frères Vialle (deux industriels qui installent sur place un centre de réparation de wagons ainsi qu'une fabrique de bicyclettes).
En juin 1922, malgré son inactivité aérienne et l'absence d'installations techniques sur place (pas de TSF, ni de téléphone, ni de centre météorologique) le terrain d'aviation d'Ambérieu est homologué comme "terrain de secours du système de navigation aérienne", pouvant éventuellement rendre service aux appareils en difficulté pour les avions de la société Air-Union reliant Lyon à Genève, ou ceux de la ligne Bordeaux-Lyon-Genève appartenant à la Compagnie aérienne française.

#### 1928: l'arrivée de la société Forclum
Le terrain d’Ambérieu-Aviation sort de sa torpeur en 1928, quand l’entreprise Forclum installe des ateliers en bordure de ce même terrain, notamment  un bâtiment en béton long de 262 mètres. Ce bâtiment, destiné à la fabrication de poteaux en ciment armés pour l'installation de lignes électriques, soulève des interrogations : il s'agit d'un important déploiement de moyens pour une telle activité ; certains suggèrent que ce serait en réalité une couverture pour installer une future usine aéronautique, la taille du bâtiment rendant possible cette activité.
Quelle que soit l'intention qui animait à l'époque la construction de ce bâtiment, celui-ci est toujours visible aujourd'hui et abrite des activités industrielles, après avoir effectivement été employé dans l'assemblage et la maintenance d'avions.

Photo aérienne de l'usine Forclum en construction.
Construction de la structure en acier de l'usine Forclum. On peut constater les dimensions particulièrement grandes de ce bâtiment.
Intérieur du bâtiment de l'usine Forclum.

#### 1929: Installation de l'École Caudron, le retour de l'activité aérienne à Ambérieu

Vue des hangars en bois du terrain d'aviation d'Ambérieu. Les appareils visibles sur la photos sont des Caudron C.59.

Un an plus tard, le 16 février 1929, les établissements Caudron, fabricants du Caudron G.3, chasseur biplan reconnu pour ses multiples performances (dont la première photographie aérienne de la Cité Interdite en 1913, prise du bord de l’un de ces appareils), obtiennent un bail de 10 ans pour installer leur école de pilotage à Ambérieu, quatrième à s’installer dans la petite ville de l'Ain depuis l'École bressane d'aviation de Louis Mouthier.
L'objectif de l'établissement Caudron est de former des pilotes militaires. Les élèves sont des boursiers ayant réussi un concours ouverts jeunes hommes de plus de 18 ans n'ayant pas encore effectué leur service militaire. L'entraînement dure quarante heures et s'effectue à bord d'appareils Caudron C.270 Luciole. Une fois celui-ci terminé, les élèves passent leur brevet de pilote militaire. Le diplôme obtenu, les nouveaux pilotes suivent un programme de perfectionnement sur Caudron C.490, Caudron C.600 Aiglon ou encore Caudron Simoun. Quand les élèves quittent l'École Caudron d'Ambérieu, ceux-ci ont accumulé une centaine d'heures de vol dans différents types d'appareils. Ils disposent de solides connaissances en pilotage ainsi qu'en mécanique.
En parallèle à la formation des pilotes, l'aviation populaire se développe dans tout le pays. Désormais l'aéronautique n'est plus l'apanage des fils de bonnes familles, et voit affluer en nombre des adolescents issus de classes moins aisées, venus prendre des cours de pilotage. Après avoir accumulé 30 heures de vol, ceux-ci passent l'examen de pilotage et certains obtiennent leur brevet. C'est dans la deuxième moitié des années 1930 que le champ d'aviation d'Ambérieu renoue avec sa tradition des meetings aériens, le 13 juin 1937, 7 500 spectateurs sont venus admirer les voltiges des pilotes des aéro-clubs locaux, dont les performances écrasent celles des pionniers parfois obligés de rester au sol à bord de leurs modestes avions en toile, 25 ans auparavant.
Cette effervescence retrouvée subit un brutal coup d'arrêt en 1939, date à laquelle l'École Caudron est transférée à Étampes, la veille d'un nouveau conflit mondial.

### La Seconde Guerre mondiale

#### 1938-1943: l'usine de montage des Lioré et Olivier LeO 451

Lioré et Olivier 451 (communément appelé "LéO 45") sur le terrain d'aviation d'Ambérieu-en-Bugey.

L'effervescence de l’aviation populaire prend également fin avec le début de la Seconde Guerre mondiale. Du fait du retard pris par la France durant l'Entre-deux-guerres dans la modernisation de ses armées, qu’il s’agisse de la doctrine militaire, de l’armement individuel du fantassin, des blindés ainsi que de l’aviation, des mesures urgentes sont prises pour combler les lacunes dans ces domaines.
Dès la création de l’Armée de l’air en 1934 (la composante aérienne des armées françaises était jusque là dépendante de l’Armée de terre et divisée entre l’aérostation, qui regroupe les ballons et dirigeables, et l’aéronautique militaire, regroupant les "plus lourds que l'air", c'est-à-dire les avions), le haut commandement français ordonne la modernisation des appareils en service. La situation est critique : bon nombre d'aéronefs employés dans l'Armée de l'Air, en particulier les bombardiers, sont vétustes et de conception datée. Le développement d’un bombardier moyen de nouvelle génération, capable d’échapper à la chasse ennemie à haute altitude lors d’opérations de jour, est lancé.
Le résultat de ce projet est le Lioré et Olivier LeO 451, communément appelé "LeO 45". Produit par la SNCASE (Société nationale de construction d’avions du Sud-Est), une chaîne de production est implantée à Ambérieu. Le site possède de nombreux avantages, qu’il s’agisse de sa vocation aéronautique ancrée depuis plus de vingt ans dans la région, de l'implantation d’infrastructures nécessaires à la production d’avions en temps de guerre, de la décentralisation stratégique en cas de conflit avec l’Allemagne.
Quelque 1 100 ouvriers sont embauchés à la hâte pour les lignes de production ; les premiers appareils sortent de l’usine d’Ambérieu en 1939 (Ambérieu est une chaîne d’assemblage, les éléments étant livrés par voie ferrée puis montés dans l’ancien bâtiment Forclum).
En raison des risques d'attaques aériennes, il est décidé de construire une nouvelle usine fortifiée. Ce nouvel édifice est alors composé de 3 étages en plus du rez-de-chaussée ainsi que d'un sous-sol profond de 4 mètres. Le bâtiment atteint la hauteur de 25 mètres, protégé par une voûte de 50 mètres de haut, longue de 133 mètres et épaisse de 2 mètres , construite en béton armé afin de résister aux bombes. La surface disponible pour ce bâtiment est alors de 6 000 m2 pour le rez-de-chaussée, 22 000 m2 en additionnant tous les étages. Pour mener à bien ce chantier, ce sont 36 000 tonnes de béton, 3 tonnes d'acier, 2 000 mètres cubes de sable et de gravier ainsi que 1 000 tonnes de ciments nécessaire à la construction de cette usine, baptisée Centre de montage No 1 (A). Les travaux sont confiés à la Société Borie de Paris et débutent le 21 décembre 1939. Avec l'avancée de la guerre, les efforts sont démultipliés pour terminer le chantier au plus vite, ainsi entre le début des travaux et avril 1940, les effectifs mobilisés pour la construction du site sont multipliés par 4, passant de 100 ouvriers à 400.

1er mars 1940.
4 avril 1940.
17 mai 1940.
13 juin 1940.

Après la défaite de juin 1940, les locaux d’Ambérieu sont réquisitionnés pour servir de base de stockage de matériel ainsi que pour démobiliser des soldats français. En 1941, la production aéronautique reprend sous l’impulsion des autorités allemandes, désireuses de mettre ce qui reste alors de l’industrie française au service de l’effort de guerre du Reich. Un programme de fabrication de 220 appareils en deux années est adopté à la fin de l’année 1941, à raison d’un avion destiné à la France pour cinq à l’Allemagne. La ligne d’assemblage de LeO 45 d’Ambérieu est alors la seule à être réactivée dans toute la France.

##### Ligne d'assemblage des Lioré et Olivier 451 à l'intérieur du bâtiment de l'ancienne usine Forclum

Arrivée des cellules de LeO 45 par voie ferroviaire.
Cellules de LeO 45 stockées en vue de l'assemblage des autres pièces.
Autre vue des cellules de LeO 45 en phase d'assemblage.
Autre vue des LeO 45 avec l'empennage ainsi qu'une partie des ailes montées.
LeO 45 quasiment terminés, seul le canon dorsal de 20mm reste à être monté.
Montage du canon Hispano-Suiza HS-404 de calibre 20mm en tourelle dorsale.

#### La Résistance s'organise sous l'Occupation
Les conditions de vie des ouvriers travaillant sur place s’étant dégradées par rapport à la situation d’avant l’Occupation, en particulier au plan salarial, additionné au fait que nombre d’entre eux refusent la défaite et sont foncièrement opposés au virage antidémocratique pris par l’État français, la Résistance s’organise sur place. Le site de la SNCASE ainsi que la gare SNCF deviennent les foyers de la Résistance à Ambérieu, sous l’impulsion de deux personnages: M. André Cochet, représentant de commerce en pharmacie alors au chômage et Paul Pioda, officier de réserve entré en Résistance dès 1940. Ceux-ci s’accordent sur le partage de la région pour mener leurs opérations : Pioda se charge de la Bresse et d’une partie de la Dombes, tandis que Cochet supervise la région d’Ambérieu et du Bugey. André Cochet se fait embaucher en tant que magasinier au sein de la SNCASE, poste lui permettant de circuler librement dans les locaux de l’entreprise, et de mener à bien ses activités clandestines. Cochet s’entoure d’employés, dont Gaston Brucher et Louis Jasseron, lesquels joueront un grand rôle dans les opérations de Résistance dans la région, Gaston Brucher devenant le chef de l’Armée secrète du secteur.
Les principaux faits d’armes de la Résistance incluent notamment une grève s’opposant à la réquisition de 16 ouvriers parmi les 450 que comptent alors l’usine d’Ambérieu, action hautement courageuse du fait de la violence des répression policières face à ce type d’actes. Le 11 novembre 1942, à la suite du débarquement des Alliés au Maroc, et en totale violation des clauses de l’armistice du 22 juin 1940, les troupes allemandes envahissent la zone libre afin de se placer sur les côtes de la Méditerranée. Quand les Allemands occupent Ambérieu et investissent le site de la SNCASE, il reste alors une cinquantaine de LeO 45 inachevés. Leur assemblage, précipité par le nouvel arrivant, est terminé au début de l’année 1943. Les ouvriers et les soldats allemands quittent Ambérieu-Aviation, sonnant la fin du LeO 45 et de la SNCASE. Pour la deuxième fois de son histoire le site d’Ambérieu retombe en léthargie.
Après la capitulation de l’Italie le 8 septembre 1943, les soldats italiens présents sur place sont constitués prisonniers par leurs anciens alliés et remplacés par des réservistes allemands. La principale tâche de ces hommes est alors de surveiller le centre ferroviaire, étant alors au centre de l’attention des maquisards locaux qui effectuent des sabotages. La dernière grande opération de la Résistance locale a lieu le 23 août 1944, huit jours après le débarquement de Provence, alors que les Allemands quittent la gare et le centre d’aviation d’Ambérieu, deux groupes de Résistants passent à l’action. Le Groupe Brucher, composé de 46 hommes, tous cheminots ou issus de familles de cheminots, et le Camp Verduraz, fort de 95 hommes, sur ordre de Marcel Démia, responsable militaire du secteur et président du Comité départemental de libération local, remettent en état les installations du terrain d’aviation, alors piégées par l’ennemi. En vingt-quatre heures, les Résistants, assistés de quelques prisonniers allemands, déblaient la piste et neutralisent 675 mines dispersées sur le site, en particulier dans les bâtiments, rendant le terrain d’aviation de nouveau opérationnel.

#### Septembre 1944: utilisation du site par les Alliés

Republic P-47 Thunderbolt alignés sur la piste d'atterrissage de la base aérienne d'Ambérieu-en-Bugey. En arrière plan est visible la tour de contrôle de l'aérodrome, reconnaissable à sa petite taille.

Les premiers appareils atterrissent à Ambérieu le 7 septembre 1944 et sont pilotés par des aviateurs Français. Ceux-ci sont aux commandes de chasseurs-bombardiers Republic P-47 Tunderbolt ainsi que de bombardiers moyens/avions d'attaque au sol Martin B-26 Marauder américains, qui deviennent pour les douze années à suivre les nouveaux locataires de l’aérodrome d’Ambérieu, après les Caudron, Caproni et autre LeO 45. L’aérodrome est alors occupé par la IVe escadre de chasse, sous les ordres du capitaine Philippe Maurin, ainsi que par le 324e groupe de chasse américain, dotés de ses P-47 et B-26, qui mènent conjointement des assauts aériens contre les positions allemandes, dans les Vosges puis en Alsace.

Martin B-26 Marauder stationné sur la base aérienne d'Ambérieu-en-Bugey.

Le climat de l’automne 1944 étant particulièrement exécrable, il est fréquent que les appareils ne puissent pas décoller à pleine charge. Ils sont ainsi équipés de bombes à Bron, rallongeant la durée des missions, augmentant davantage la fatigue des pilotes et le risque d'accidents Fin octobre, les Américains dotent la piste de grilles PSP (Pierced Steel Plankingen, pour plaques métalliques percées), la rendant praticable malgré la pluie et la boue.

Republic P-47 Thunderbolt et Martin B-26 Marauder à l'intérieur d'un hangar sur la base d'Ambérieu-en-Bugey.

Du fait du mauvais climat, l’activité des aviateurs est minime et le moral baisse. La visite d’un important personnage revigore les pilotes de la IVe escadre, puisque le 4 novembre 1944, alors qu’il est en inspection du Front des Alpes, le Général de Gaulle fait escale à Ambérieu. Accompagné du président du Comité départemental de libération, M. Tournier-Billon, le Général décore le capitaine Philippe Maurin de la Légion d’Honneur avant d’accrocher la Croix de guerre avec Palmes au drapeau de la IVe escadre. Cette visite permet aux pilotes français de rencontrer pour la première fois le chef auquel ils se sont ralliés en rejoignant la France libre. Le terrain d’aviation d’Ambérieu-en-Bugey devient à partir de décembre 1944, et ce jusqu’à la fin de la guerre, une base fortifiée, protégée par une multitude de postes de DCA opérés par des Tabors marocains, et gardée par une compagnie entière de soldats. Entre décembre 1944 et janvier 1945, du fait de l’avancement de la ligne de front en territoire allemand, la IVe escadre est affectée à la base aérienne de Luxeuil-Saint-Sauveur, à 270 kilomètres au nord d’Ambérieu. La seule activité encore présente étant la maintenance et la réparation d’appareils, assurée par la Compagnie de réparation avions No 91, laissant présager l’activité à venir de la future Base Aérienne 278.

### Après la Seconde Guerre mondiale: de la réparation d'aéronefs à l'entretien et la fabrication de pièces détachées

#### 1945 - 1952: l'entrepôt de l'Armée de l'Air annexeNo601/2

North American T-6G no 5114688 présenté en stèle à l'entrée de la base.

Après la Seconde Guerre mondiale, la Base Aérienne 278 se spécialise dans l’entretien, la réparation, ainsi que le démontage des appareils hors d’usage : ceux rendus dangereux par l’usure sont démantelés, et leurs pièces pouvant encore servir, récupérées. La Compagnie de Réparation Avions No 91 est dissoute le 1er juillet 1946 pour devenir l’entrepôt de l’Armée de l’air, annexe No 601/2 de l’entrepôt principal No 601 de Châteauroux. En 1947 l’aérodrome fait l’acquisition de terrains pour agrandir sa superficie : la base aérienne dispose alors de 13 250 m2 de hangars, 1 150 m2 d’ateliers, 2 250 m2 de magasins et 66 m3 de soutes enterrées pour le carburant. À cette époque, les P-47 et B-26 sont les deux types d'appareils passant entre les mains expertes des ouvriers du site (à noter que les B-26 sont uniquement démantelés).

#### 1952 - 1957: l'entrepôt de l'Armée de l'AirNo611
Le 1er mars 1952, la base d’Ambérieu devient l’Entrepôt  de l’Armée de l’air No 611 après que l’entrepôt du Bourget-du-Lac ait été transféré sur place. Sa principale activité reste la révision d’avions. Entre 1952 et 1956, 322 P-47 Thunderbolt, 104 Morane-Saulnier Vanneau, 43 Siebel 204 , 58 Sipa S.10 et 10 SNCASE SE.161 Languedoc y sont révisés. Les effectifs présents à la base, civils comme militaires, s’élèvent à 450 personnes en 1953.

#### 1957 - 1966: Création de l'ARAA 624 et fermeture de la ligne de réparation d'avions
En 1957, l’Entrepôt 611 devient l’Atelier de Réparation de l’Armée de l’Air 624 (sous l'appellation d'ARAA 624). La chaîne de révision IRAN (Inspection Request As Necessary, sigle américain désignant la révision complète des avions) de P-47 est remplacée par celle des North American T-6 Texan, appareil d’entraînement modifié par la France pour servir d’avion d’appui et d’attaque au sol, notamment employé durant la guerre d’Algérie.
La réparation des T-6 devient la principale activité de l’ARAA 624 pour les sept années à venir. 456 T-6 passent entre les mains des ouvriers du site, ainsi que 25 Sud-Aviation T28 Fennec et 22 hélicoptères Sikorsky H-34.

#### De 1966 à nos jours
La réparation d’avions cesse en 1966, après que plus de 1000 appareils soient passés par les lignes de la base d’Ambérieu, pour accueillir un an plus tard, en 1967, l’entretien et la maintenance de l’électronique embarquée et des instruments de bord. 
Le 26 septembre 1982, la Base Aérienne 278 est baptisée du nom de Colonel Chambonnet. En 1994, les ateliers de l’Entrepôt de l’Armée de l’air 608 de Toulouse-Balma fusionnent avec la Base Aérienne 278, ajoutant aux compétences du site la révision et la confection des matériels de sécurité, de survie et de sauvetage. Le 1er septembre 2006, l’ARAA 624 intégre le Commandement du Soutien des Forces Aériennes (CSFA).

#### Echantillon de photo des véhicules révisés par l'ARAA 624

Atelier de révision des North American T-6G à Ambérieu.
North American T-6G en train d'être déplacé dans le hangar où il est en cours de révision à Ambérieu.
Vue de la cellule d'un T-6G avec composants internes et moteurs apparents.
Révision des Sikorsky H-34 à Ambérieu
Sikorsky H-34 en cours de révision à Ambérieu dans les années 50-60.
Equipe d'ouvriers d'Ambérieu prenant la pose à bord d'un H-34.

## Les missions de la Base Aérienne 278 d'Ambérieu-en-Bugey

### La plate-forme aéronautique et ses missions
Située à la lisière du site militaire, la plate-forme aéronautique de la Base Aérienne 278 est, comme son nom l’indique, la zone consacrée aux activités aéronautiques ainsi qu’à d’autres missions. La plate forme aéronautique est divisée en cinq parties :
- Le terrain sommaire : la Base Aérienne 278 d’Ambérieu-en-Bugey est la seule base aérienne de France à posséder une piste sommaire pour A400M. L’Airbus A400M Atlas est un avion de transport militaire polyvalent employé dans le cadre de mission aéroportées, de transport de troupes, de fret ou de ravitaillement en vol. La particularité de cet appareil réside dans le fait qu’il est capable de se poser sur des pistes en mauvais état ou non préparées, cette piste sommaire constitue donc une infrastructure unique et idéale pour former les pilotes de ces appareils à cette manœuvre.
- La piste revêtue : d’une longueur de 2 000 mètres, cette piste en enrobé est employée dans le cadre d’exercices et d’évènements tels que des meetings aériens, durant lesquels intervient, entre autres, l’Équipe de Voltige de l’Armée de l’Air (EVAA).
- La piste non-revêtue : la piste non-revêtue, aussi appelée « piste de crash », est, comme son nom l’indique, destinée à être employée dans le cas où un appareil endommagé est obligé d’effectuer un atterrissage forcé. Afin de ne pas endommager la piste revêtue, qui nécessiterait de longs et coûteux travaux afin d’être remise en état, l’appareil est orienté vers cette piste longue de 800 mètres.
- La zone de saut (drop-zone) : cette surface carrée est destinée aux exercices de troupes aéroportées ou de parachutages de matériels d'appareils, dont l’A400M. Dans le cadre de leur avancement, des unités de commandos Parachutistes de l’Air effectuent des stages à la BA 278 et emploient régulièrement cette infrastructure.
- Le stand de tir : inauguré au mois de décembre 2021, le stand de tir ouvert (STO) dispose d’un pas de tir de 50 mètres doté de cibles mobiles et d’un éclairage pour les tirs nocturnes. Cette infrastructure permet ainsi de réaliser des séances d’instruction au tir de combat avec des déplacements, de jour comme de nuit, au bénéfice des militaires de la Base Aérienne 278 ainsi qu’aux Aviateurs de base[Quoi ?] et aux gendarmes de l’Ain.

### L'Atelier Industriel d'Aéronautique
Depuis la fin de la réparation des avions, la Base Aérienne 278 accueille l'AIA, chargé de la maintenance du matériel de bord des avions. Les missions de cet atelier sont partagées en cinq divisions : 
- La division de maintenance des équipements de sécurité, sauvetage et survie, incluant les parachutes-freins et secours, pantalons anti-G, gilets et canots de sauvetage, combinaisons étanches, ou paquetages de survie. La spécialité de cette division est la maintenance des sièges éjectables installés dans les avions à réaction des appareils de l'Armée de l'Air et de l'Espace (Alphajet, Mirage 2000 et Rafale).
- La division SIC (Systèmes Information Communication) est chargée de la maintenance des systèmes d’information et de communication : radars de détection basse altitude, radars d’atterrissage PAR, émetteurs-récepteurs, balises TALIN ainsi que des radiomètres. Cette division dispose de sept remorques équipées pour intervenir dans un délai de vingt-quatre heures dans le cadre de réparations d’installations ou de réparation de radars, comme ce fut le cas au spatiodrome de Kourou, en Guyane, ou en mars 1997, lorsque le radar Centaure de l’aéronavale est tombé en panne.
- La division des équipements électroniques, chargée de la maintenance des instruments de bord et de la vérification de leur bon fonctionnement, ainsi que de leurs modifications et de la fabrication de circuits imprimés, au besoin. Elle est aussi chargée des dispositifs d’atterrissage, de l’éclairage, des instruments de navigation et de visualisation, des émetteurs-récepteurs de tous types, des radiomètres ou encore des balises de détresse.
- La division MS2E (Mécanique Servitude Embarquée Environnement s’occupe de l’entretien des générateurs hydrauliques, électriques et mécaniques, ainsi que de la chaudronnerie, de la mécanique générale, de la menuiserie ainsi que des travaux de sérigraphie et de traitement de surface des métaux.
- La division métrologie est quant à elle chargée de l’étalonnage et de la vérification des moyens de mesure. Elle répare, vérifie, étalonne les appareils de mesure électrique et électronique embarqués à bord des appareils de l’Armée de l’air et de l’espace.

#### L'Escadron de Soutien Logistique et Technique
L’Escadron de Soutien Logistique Technique (ESLT) est implanté depuis janvier 2010 sous l'ancienne appellation d’ESRT (Escadron de Soutien du Ravitaillement Aéronautique) 2C.278, l’ESLT est un entrepôt dépositaire principal  dont la fonction est d'assurer le bon déroulement de la logistique technique. Dans le cas de l’ESLT de la Base Aérienne 278, il s’agit d’un entrepôt de stockage de matériel disponible pour l’Armée de l’Air et de l’Espace. Lorsqu’une base aérienne demande un matériel particulier, celui-ci est prêt à être expédié par l’ESLT. Qu’il s’agisse de matériel 3S (Sécurité/Sauvetage/Survie), SIC (Système Information Communication), ou d’appareils de mesure/métrologie, l’ESLT s’assure de toujours tenir en permanence un stock de pièces et d’équipements, régulièrement révisé et entretenu par les techniciens de l’AIA. L’ESLT dispose de trois lieux destinés au stockage du matériel, le HM8, réservé aux matériels volumineux, d’une surface de 3 450 m2 au sol, le HM10, sous température régulé et destiné au stockage du matériel fragile (consommables, rechanges, ensembles), d’une surface de 2 000 m2 et d’un volume de 4 464 m3, ainsi que d’une soute partagée avec l’AIA de 20 m2 de surface au sol. Au mois d’avril 2023, ce sont 21 personnes, dont 43 % de femmes qui travaillent au sein de ce service, deuxième en France en nombre de sorties mensuelles de matériel.

#### L'Escadron de Soutien de Capacité À Pression
L’Escadron de Soutien de Capacité A Pression (ESCAP) est une unité de soutien technique dont la mission est d’assurer l’entretien et le contrôle des conteneurs de gaz sous pression (azote, oxygène, dioxyde de carbone, air respirable) en service dans l’Armée de Terre et de l’Espace, ce type de matériel est employé, entre autres, sur les aéronefs de l’AAE, par les équipes de sapeurs-pompiers (masques respiratoires) etc.
À l’origine situé à l’Entrepôt de l’Armée de l’Air 606, à Varrennes-sur-Allier (département de l’Allier, région Auvergne-Rhône-Alpes), l’ESCAP a été déplacé vers la Base Aérienne 278 en 2015. Aujourd’hui 13 personnes, dont 23 % de femmes, travaillent au sein de l’ESCAP, civils comme militaires, le travail est réparti en quatre ateliers : 
- L’atelier AERI ;
- L’atelier de requalification ;
- Le bureau technique, chargé de détailler la maintenance via la documentation technique ;
- La section logistique, chargée d’effectuer la liaison avec l’ESLT.
Ce sont en tout 16 000 bouteilles de gaz sous pression qui sont en service dans l’Armée de l’Air et de l’Espace, l’ESCAP reçoit 3000 bouteilles et réexpédie 2500 équipements par an vers les bases aériennes de France métropolitaine, d’outre-mer, ainsi qu’à l’étranger dans le cadre d’OPEX.

### L'investissement de la base auprès de la jeunesse

#### Accueil d'un Centre du Service Militaire Volontaire
En 2017 la Base Aérienne 278 d’Ambérieu-en-Bugey accueille un Centre du Service Militaire Volontaire. Créé le 1er juillet 2015 à l’initiative du Président de la République François Hollande[réf. nécessaire], le Service Militaire Volontaire a pour mission l’inclusion sociale de jeunes Français âgés de 18 à 25 ans de métropole sans diplôme ou qualification en leur proposant un parcours d’insertion vers l’emploi. Pour accomplir ce but, pendant une durée de huit à 12 mois, le SMV comporte une formation à la vie en collectivité dans un cadre militaire ainsi qu’une formation professionnelle dans laquelle est comprise une formation au permis de conduire. En avril 2023, le CSMV d’Ambérieu-en-Bugey compte 96 jeunes en formation.

#### Accueil de lycéens dans le cadre de la JDC
Deux fois par semaine, les élèves des lycées de la région sont accueillis par la base aérienne, dans le cadre de la Journée Défense et Citoyenneté, ultime étape du parcours de citoyenneté des jeunes Français. L’objectif de la JDC est d’exposer les différents aspects de la citoyenneté et les enjeux de défense nationale en France.

#### Implantation d'une Escadrille Air Jeunesse (EAJ) et formation au Brevet d'Initiation Aéronautique (BIA)
Une EAJ propose un parcours aéronautique et sportif dans l’Armée de l’Air et de l’Espace, mêlant culture aéronautique, Histoire, tradition, sport et prise de responsabilité. Dce dispositif comporte une initiation aéronautique sanctionnée par l’examen du Brevet d’Initiation Aéronautique (BIA) diplôme assurant les bases d’une culture générale aéronautique.

#### Le parrainage des classes de défense de trois communes de l'Ain
Briord, Vonnas et La Roche-sur-Foron comptent dans leurs dispositifs éducatifs des classes de défense permettant aux élèves de collèges et lycées d’être parrainées par une unité militaire afin d’entretenir le lien entre l’armée et la jeunesse. Trois objectifs motivent le programmes des classes de défense : contribuer à la cohésion nationale, promouvoir l’esprit de défense et garantir l’attractivité des métiers de l’armée.

### Devoir de mémoire et traditions
Depuis le 13 octobre 2003, la Base Aérienne 278 a la garde du drapeau de la 12e escadre de bombardement, issue du 12e régiment d'aviation.

Détachement Air 278 d'Ambérieu-en-Bugey inaugurant la stèle en hommage au sergent Étienne Patron.

- 13 juin : Le 13 juin 1967, le sergent Étienne Patron, pilote de chasse de l'escadron 1/4 Dauphiné, affecté à la base aérienne de Luxeuil, est victime d'un accident mortel à bord de son Mirage 3E. Il était âgé de 25 ans et venait de se marier. Une aérostèle a été inaugurée en 2017 par le personnel du Détachement Air 278 au lieu de son accident le 21 avril 2017.
- Le 1er juillet 2012 a été inaugurée par le Colonel Michel Rouat une aérostèle commémorative rendant hommage au baptême de l’air d’Antoine de Saint-Exupéry, qui a eu lieu un siècle auparavant. La cérémonie se déroule en présence de François d’Agay, neveu d’Antoine de Saint-Exupéry, et de René Wroblewski, neveu de Gabriel Wroblewski (vidéo de la cérémonie : https://www.youtube.com/watch?v=GTBoibb9EMc ). Le 1er juillet 2022, une cérémonie a été tenue pour célébrer les 110 ans de cet évènement.
- 27 juillet : le 27 juillet 1944, le colonel Albert Chambonnet était fusillé par la Gestapo, place Bellecour, à Lyon. Devenu parrain de la Base Aérienne 278 en 1982, trois cérémonies sont organisées ce jour-là pour rendre hommage au sacrifice d'Albert Chambonnet : sur la place d'armes de la Base Aérienne 278, au cimetière du Val d'Enfer à Cerdon, dans l'Ain et place Bellecour, devant le mémorial du Veilleur de Pierre.

## Liste des commandants de la Base Aérienne 278

### AARA 624
- 1945 - 1947 : Commandant Kahan
- 1947 - 1951 : Commandant Doyen
- 1951 : Lieutenant-Colonel Rancinan
- 1958-1959 : Lieutenant-Colonel Ferre
- 1959-1961 : Lieutenant-Colonel Defrise
- 1961-1963 : Lieutenant-Colonel Menard
- 1963-1965 : Colonel Martenot
- 1965-1968 : Colonel Renaud
- 1968-1970 : Colonel Frappe
- 1970-1971 : Colonel Roger
- 1971-1973 : Colonel Peyronel
- 1973-1975 : Colonel Rameil
- 1975-1977 : Colonel Sandillon
- 1977-1979 : Colonel Bellet
- 1979-1981 : Colonel Chainet
- 1981-1983 : Colonel Tillon
- 1983-1985 : Colonel Verney
- 1985-1987 : Colonel Rolland
- 1987-1989 : Colonel Grammagnat
- 1989-1991 : Colonel Leclerq
- 1991-1993 : Colonel Pachet
- 1993-1995 : Colonel Pillod
- 1995-1997 : Colonel Houzé
- 1997-1999 : Colonel Mordant
- 1999-2002 : Colonel Breban
- 2002-2005 : Colonel Astier
- 2005-2008 : Colonel Sireyjol

### Base Aérienne 278
- 2008-2008 : Colonel Sireyjol
- 2008-2010 : Ingénieur en Chef de l'Armement Bichet
- 2010-2013 : Colonel Rouat
- 2013-2014 : Colonel Gaillot

### Détachement Air 278
- 2014-2015 : Colonel Gaillot
- 2015-2017 : Colonel Marzocchi
- 2017-2019 : Colonel Pillon
- 2019-2021 : Colonel Taboni

### Base Aérienne 278
- 2021-2023 : Colonel Gonzales
- 2023-2025 : Colonel Solignac

## Galerie

### Fabrication, maintenance et révision des appareils et de leurs éléments pendant la Première Guerre mondiale
Pendant la Première Guerre mondiale, le terrain d'aviation d'Ambérieu accueille des ateliers de fabrication, de réparation et de maintenance d'avions et de pièces. Les photographies qui suivent témoignent de cette activité.

#### Révision des moteurs

Bureau de dessin du service technique de la base.
Atelier de révision des moteurs de la base d'Ambérieu-en-Bugey en 1914.
Atelier de vérification des roues des appareils.
Atelier de voilerie, couture.

#### Fabrication, entoilage et réparation des ailes et des cellules

Atelier menuiserie, fabrication des pièces.
Atelier menuiserie, façonnage des bois
Atelier menuiserie, montage des éléments
Atelier de voilerie, couture
Voilerie - montage des carcasses
Atelier voilerie, entoilage des ailes
Atelier voilerie - peinture
Atelier de montage des carlingues des appareils.
Atelier de récupération des toiles

#### Maintenance des équipements divers

Atelier caoutchouterie.
Atelier de vérification des roues des appareils.
Atelier horlogerie, révision des instruments de bord.